# Clemaxia adolfifriderici
Clemaxia adolfifriderici är en tvåvingeart som beskrevs av Günther Enderlein 1942. Clemaxia adolfifriderici ingår i släktet Clemaxia och familjen Pyrgotidae.
Artens utbredningsområde är Rwanda. Inga underarter finns listade i Catalogue of Life.